# Chanira Bajracharya
Chanira Bajracharya, née en 1995 au Népal, est une ancienne Kumari, une divinité vivante dans la tradition népalaise.

## Biographie
À l'âge de 5 ans, Chanira Bajracharya est désignée pour devenir la Kumari de la ville de Patan, où elle réside avec sa famille. Pendant dix ans, elle vit cloîtrée avec des professeurs particuliers, ne posant jamais les pieds par terre. Elle est autorisée à 13 sorties par an, correspondant à des fêtes religieuses. Pendant sa réclusion divine, elle réfléchit à son avenir et se voit travailler dans la banque ou le commerce. Elle apprend aussi l'anglais, qu'elle parle couramment. Sa vie divine prend fin lors de ses premières règles, à l'âge de 15 ans. Elle est remplacée par Samita Bajracharya.
Elle est la nièce de Dhana Kumari Bajracharya, la plus vieille Kumari, qui le resta pendant trois décennies.
En 2016, elle fait partie des 100 Women de la BBC, qui récompense les femmes les plus influentes de l'année.